# Ann Hartley
Margaret Ann Hartley (Warkworth, 1942 - Auckland, 20 de diciembre de 2024)fue una agente inmobiliaria y política neozelandesa.

## Biografía
Antes de dedicarse a la política, trabajó como agente inmobiliaria. Desde 1986, Hartley se convirtió en alcaldesa de North Shore City. Fue concejala de Auckland desde 2010 al 2013. Hartley fue elegida para la Junta Local de Kaipātiki en las elecciones de Auckland de 2016.
Hartley falleció el 20 de diciembre de 2024 a los 81 años, en Auckland.
En 1990, Hartley recibió la Medalla Conmemorativa de Nueva Zelanda.
En 2022, fue nombrada miembro de la Orden de Servicio de la Reina por sus servicios al gobierno local y a la comunidad.

## Vida privada
Ann Hartley contrajo matrimonio con Maurice Hartley, fue madre de dos hijos, su esposo falleció en 2022.